# Шишацька Марія Тихонівна
Марія Тихонівна Шишацька (1921—1996) — українська художниця та вишивальниця, майстриня петриківського розпису. 

## Життєпис
У 1939 році закінчила Петриківську школу декоративного малювання, де її наставницею була відома майстриня Тетяна Пата. У 1939-1941 роках працювала художницею артілі ім. Рози Люксембург у селі Літки Київської області. Протягом 1945-1956 років працювала вишивальницею артілі «Вільна селянка» в Петриківці. Згодом перейшла на роботу художниці у Фабрику петриківського розпису «Дружба», де працювала з моменту її створення у 1958 році до 1972 року. 
Учасниця республіканський виставок з 1949 року, декадних — з 1960 року.
Твори майстрині зберігаються у Національному музеї українського народного декоративного мистецтва (м. Київ), Дніпропетровському художньому музеї (м. Дніпро) і Дніпропетровському історичному музеї імені Дмитра Яворницького (м. Дніпро).
Мати відомого майстра петриківського розпису Анатолія Чернуського.